# عزلة محل الشيخ (الحديدة)

تعديل مصدري - تعديل

عزلة محل الشيخ هي إحدى عزل مديرية زبيد في محافظة الحديدة اليمنية ويبلغ تعداد سكانها 3725 نسمة حسب التعداد السكاني في اليمن لعام 2004.

## روابط خارجية
- الجهاز المركزي للإحصاء بالجمهورية اليمنية
- المركز الوطني للمعلومات باليمن
- World Gazetteer:Yemen
- الدليل الشامل